# Villacher Verkehrsgesellschaft Kowatsch
Die Villacher Verkehrsgesellschaft Kowatsch GmbH ist ein Verkehrsunternehmen und seit 2003 Teil von Dr. Richard.

## Geschichte
Die Geschichte dieses traditionsreichen Villacher Busbetriebes begann, als Franz Kovac 1931 die Genehmigung für das „freie Lohnfuhrwerksgewerbe auf Bestellung mittels Kraftwagen“ erhielt.
1934 wurden ihm die ersten Linienkonzessionen für die Strecken „Villach Lind – Autobusbahnhof – Völkendorf“ bzw. „Warmbad sowie Villach – Autobusbahnhof – Hauptbahnhof – Seebach – Sankt Andrä – Annenheim“ erteilt. 1935 erfolgte die Gründung der „Villacher Verkehrsgesellschaft Kowatsch & Saga“ zusammen mit Max Saga, der bereits 1931 Konzessionen für die Strecken Villach—Warmbad und Villach—St. Leonhard erhielt. Bald kam das Unternehmen in finanzielle Schwierigkeiten, denn 1936 hat das Oberlandesgericht einen Konkurs „im Rekursweg“ aufgehoben. Im November dieses Jahres trafen sich die zwei Geschäftspartner vor Gericht, da Kowatsch von Saga der schweren Körperverletzung beschuldigt wurde. Kowatsch wurde mangels Beweise freigesprochen. Saga schied 1937 wieder aus der Firma aus und erhielt 1940 die Konzession für eine neue Autobuslinie.

### Der Zweite Weltkrieg
Das Unternehmen firmierte während des Zweiten Weltkriegs als „Villacher Verkehrsgesellschaft“ und wurde von Franz Kowatsch und Dr. Cäsar Weyr (zuvor Oberbahnrat der Bundesbahndirektion Villach) geführt. Wie andere Betriebe musste auch Kowatsch seinen Fuhrpark, der inzwischen auf fünf Fahrzeuge angewachsen war, im Krieg der Wehrmacht zur Verfügung stellen.
1945 erhielt er von der britischen Besatzungsmacht lediglich einen Teil seiner Fahrzeuge zurück, und verlor seine Linienrechte vorerst an die Bahn. Grund für den Entzug der Konzession war die frühe NSDAP-Mitgliedschaft der beiden Unternehmer (Kowatsch ab 1930, Cäsar Weyr bereits ab 1920). Er befuhr aber als Subunternehmer die Linie „Villach – Klagenfurt – Graz“.
Nach langen, zähen Verhandlungen mit Stadt, Land und Bundesministerium gelang es Franz Kowatsch 1947 die Konzessionen für den Stadtverkehr vielleicht wieder zu erlangen. Zu Beginn der 1959er waren drei Linienwagen und ein Reisebus in Betrieb. Im Ausflugsverkehr fuhren die preiswerten Busse der Villacher Verkehrsgesellschaft in die Berge und an die Obere Adria, aber bereits auch nach Nizza. Der Linienverkehr wuchs wegen der raschen Stadterweiterung schnell, das Liniennetz wurde stetig ausgebaut. Die grau-roten Büssing Linienbusse mit dem Villacher Wappen prägten in der Folge das Stadtbild von Villach.

### Die 1970er Jahre

Ein Mercedes Citaro von Kowatsch beim Hauptbahnhof Villach

In den 1970er Jahren wurde der Fuhrpark schrittweise auf Mercedes-Benz-Busse umgestellt. 1987 fuhren 20 Fahrzeuge auf 11 Stadtbuslinien ein Netz von 66 Linienkilometern. Dazu kam der Werksverkehr für große Firmen wie Oetker, Fercher oder Schmied. Die Umgestaltung von Teilen der Innenstadt zur Fußgängerzone erforderte in der Folge eine völlige Neuorganisation des gesamten Liniennetzes. Im Auftrag der Stadt Villach führte Kowatsch nun zusätzlich einen – zwischenzeitlich eingestellten – kostenlosen City-Bus durch die Altstadt.

### Ab 2000
2003 erfolgte die Übernahme der Firma Kowatsch durch Dr. Richard. Seit 2021 wird nur noch der Firmenauftritt als Dr. Richard kommuniziert. Auch der Firmenname wurde entsprechend auf Dr. Richard Kärnten GmbH & Co KG geändert.

## Fuhrpark

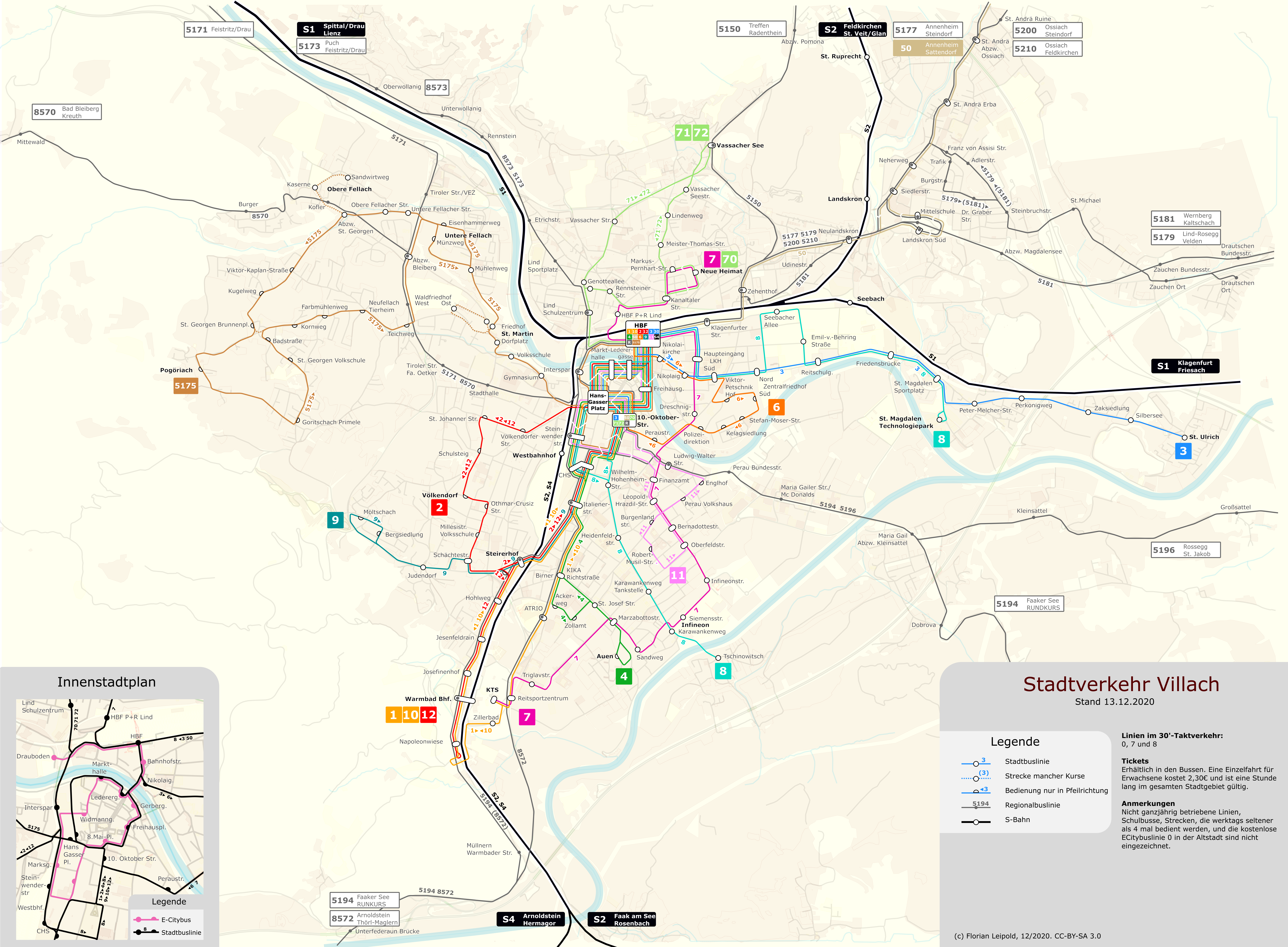
Liniennetz Villach (inkl. anderer Betreiber) ab 13. Dezember 2020

Als schrittweise Erneuerung der Busflotte wurden erstmals Mercedes-Benz Citaro angeschafft, die Niederflurbusse sind mit Klimaanlage und Matrixanzeige ausgestattet. Die positiven Erfahrungen mit dieser Type führten in der Folge auch bei Albus Salzburg, Watzke und Doktor Richard zum Einsatz von Citaro.
Zuletzt hat Doktor Richard für den Villach Stadtverkehr allerdings in Abkehr von der jahrzehntelangen Tradition bei Kowatsch MAN Midi-Niederflurbusse bestellt. Diese werden nicht mehr bei Göppel im kleinsten Serien nur in optischer über Einstimmung mit den Normalbussen, sondern von MAN selber als kurze Variante der Lion’s City gefertigt. Im Gelegenheitsverkehr werden wie in den anderen Doktor Richard Betrieben vorwiegend neue Setra S 415 HD und S 415 GT-HD eingesetzt.